# 잔니 클레리치
잔니 클레리치(이탈리아어: Gianni Clerici, 1930년 7월 24일~2022년 6월 6일) 이탈리아의 언론인, 스포츠 방송 진행자, 전 테니스 선수, 기자이자 작가이다. 코모 출신으로, 소년 시절에 제2차 세계대전을 경험을 하였다. 테니스 선수로서 1953년 윔블던에서 무승부 경력을 쌓았다. 스포츠 작가로 하기도 하였다.

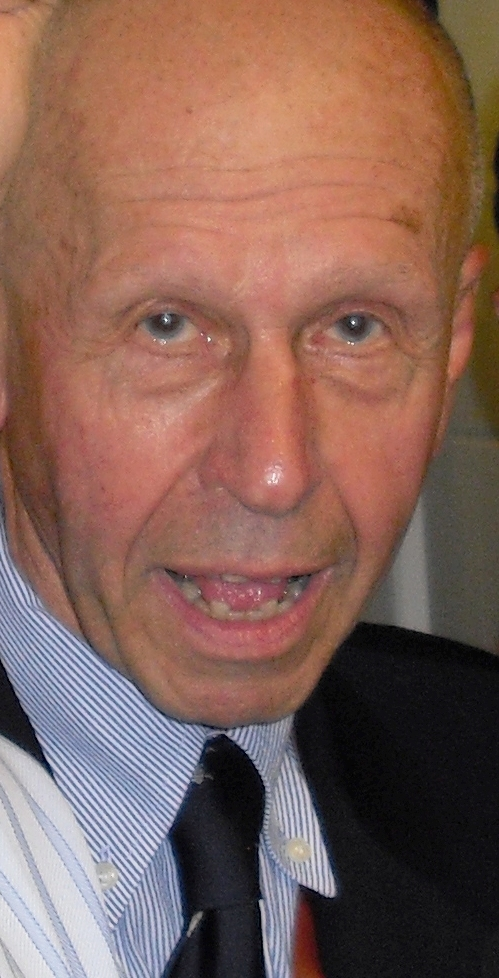

## 저서
- Australia felix(2012년)
- Tennis(1976년)
- The Ultimate Tennis Book(1975년)